# NGC 6937
NGC 6937 (другие обозначения — PGC 65125, ESO 234-60, FAIR 349, AM 2035-521, IRAS20350-5219) — спиральная галактика с перемычкой (SBc) в созвездии Индеец.
Этот объект входит в число перечисленных в оригинальной редакции «Нового общего каталога».